# Almohadilla táctil
Una almohadilla táctil es una área de la piel que es particularmente sensitiva a la presión, a la temperatura o al dolor. Las almohadillas táctiles están caracterizadas por altas concentraciones de terminaciones nerviosas libres. En los primates, la última falange de los dedos de las manos y pies tiene almohadillas táctiles, permitiéndoles una manipulación de objetos muy precisa. Este agarre de precisión fue un avance evolutivo importante en los primates.